# Ga Chuncheon
Ga Chuncheon là ga đường sắt trên, và là ga cuối phía Đông, của Tuyến Gyeongchun.

## Bố trí ga
| ↑ Namchuncheon     |
| \| ２３ \| ４５ \| |
| Bắt đầu·Kết thúc   |

| 2   | ●Tuyến Gyeongchun | Tàu thường     | ← Hướng đi Sangbong · Cheongnyangni |
| 3   | Tuyến Gyeongchun  | ITX-Cheongchun | ← Hướng đi Cheongnyangni · Yongsan  |
| 4~5 | ●Tuyến Gyeongchun | Tàu thường     | → Kết thúc tại ga này               |
| 4~5 | Tuyến Gyeongchun  | ITX-Cheongchun | → Kết thúc tại ga này               |